# Sewall S. Farwell
Sewall Spaulding Farwell, född 26 april 1834 i Coshocton County i Ohio, död 21 september 1909 i Monticello i Iowa, var en amerikansk republikansk politiker. Han var ledamot av USA:s representanthus 1881–1883.
Farwell flyttade 1852 till Iowa och var verksam som jordbrukare. I amerikanska inbördeskriget tjänstgjorde han i nordstatsarmén och befordrades till major. Han var ledamot av Iowas senat 1865–1869. 1881 efterträdde han Hiram Price som kongressledamot och efterträddes 1883 av Jeremiah Henry Murphy. Farwell avled 1909 och gravsattes på Oakwood Cemetery i Monticello i Iowa.